# Choristoneura
Choristoneura é um gênero de mariposas da família Tortricidae. Várias espécies são pragas graves de coníferas, como o abeto.

## Espécies

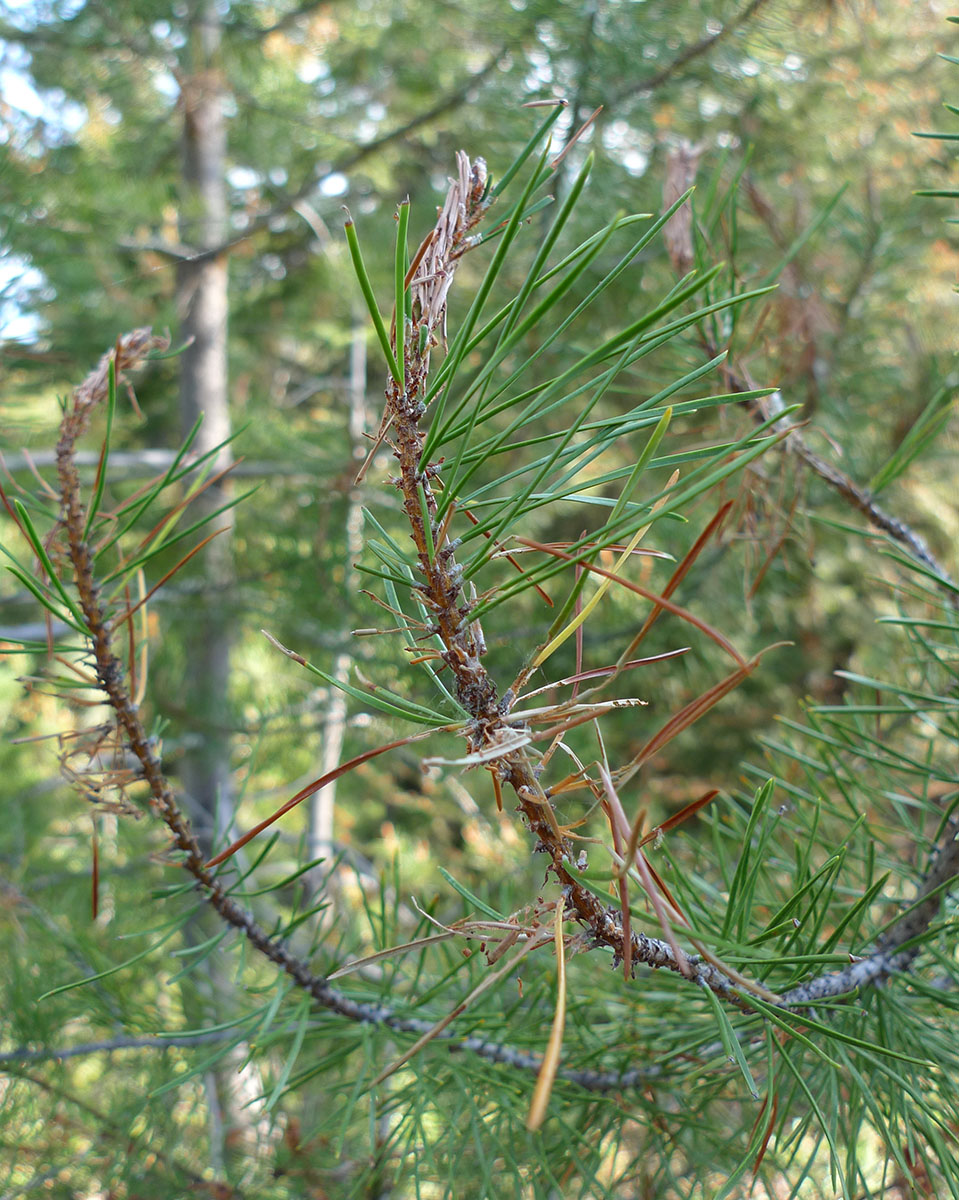
Choristoneura freemani atacando o Pinus contorta em Blewett Pass, no estado de Washington

- Choristoneura adumbratanus (Walsingham, 1900)
- Choristoneura africana (Razowski, 2002)
- Choristoneura albaniana (Walker, 1863)
- Choristoneura argentifasciata (Heppner, 1989)
- Choristoneura biennis (Freeman, 1967)
- Choristoneura bracatana (Rebel, in Rebel & Rogenhofer, 1894)
- Choristoneura carnana (Barnes & Busck, 1920)
- Choristoneura chapana (Razowski, 2008)
- Choristoneura colyma (Razowski, 2006)
- Choristoneura conflictana (Walker, 1863)
- Choristoneura diversana (Hubner, [1814-1817])
- Choristoneura evanidana (Kennel, 1901)
- Choristoneura expansiva (X.P.Wang & G.J.Yang, 2008)
- Choristoneura ferrugininotata (Obraztsov, 1968)
- Choristoneura fractivittana (Clemens, 1865)
- Choristoneura freemani (Razowski, 2008)
- Choristoneura fumiferana (Clemens, 1865)
- Choristoneura griseicoma (Meyrick, 1924)
- Choristoneura hebenstreitella (Muller, 1764)
- Choristoneura heliaspis (Meyrick, 1909)
- Choristoneura improvisana (Kuznetsov, 1973)
- Choristoneura irina (Syachina & Budashkin, 2007)
- Choristoneura jecorana (Kennel, 1899)
- Choristoneura jezoensis (Yasuda & Suzuki, 1987)
- Choristoneura lafauryana (Ragonot, 1875)
- Choristoneura lambertiana (Busck, 1915)
- Choristoneura longicellanus (Walsingham, 1900)
- Choristoneura luticostana (Christoph, 1888)
- Choristoneura metasequoiacola (Liu, 1983)
- Choristoneura murinana (Hubner, [1796-1799])
- Choristoneura neurophaea (Meyrick, 1932)
- Choristoneura obsoletana (Walker, 1863)
- Choristoneura occidentalis (Walsingham, 1891)
- Choristoneura orae (Freeman, 1967)
- Choristoneura palladinoi (Razowski & Trematerra, 2010)
- Choristoneura parallela (Robinson, 1869)
- Choristoneura pinus (Freeman, 1953)
- Choristoneura propensa (Razowski, 1992)
- Choristoneura psoricodes (Meyrick, 1911)
- Choristoneura quadratica (Diakonoff, 1955)
- Choristoneura retiniana (Walsingham, 1879)
- Choristoneura rosaceana (Harris, 1841)
- Choristoneura simonyi (Rebel, 1892)
- Choristoneura spaldingana (Obraztsov, 1962)
- Choristoneura thyrsifera (Razowski, 1984)
- Choristoneura zapulata (Robinson, 1869)